# Péter Rajczi
Péter Rajczi (ur. 3 kwietnia 1981 w Lengyeltóti) – węgierski piłkarz, grający na pozycji pomocnika bądź napastnika. Jedenastokrotny reprezentant Węgier. Od 2008 roku jest zawodnikiem Újpestu Budapeszt.

## Kariera
Rajczi karierę zaczynał w Kaposvári Rákóczi FC. W 2003 roku został najlepszym strzelcem swojego zespołu, który awansował wtedy do NB I. Następnie przeszedł do Újpestu Budapeszt. W tym klubie także stał się kluczowym graczem, wskutek czego w 2004 roku Lothar Matthäus powołał Rajcziego do reprezentacji. Rajczi w reprezentacji zadebiutował w Pucharze Króla Tajlandii w meczu ze Słowacją 30 listopada 2004 roku. W sezonie 2005/2006 został królem strzelców NB I. i wyjechał na testy do klubów zagranicznych: najpierw do Brøndby IF, a później do Birmingham City. W styczniu 2007 roku został wypożyczony na pół roku do Barnsley F.C. z opcją pierwokupu. Jedyną bramkę dla Barnsley zdobył 20 lutego w meczu przeciwko Hull City. Po sezonie angielski klub nie skorzystał z prawa pierwokupu i Rajczi wrócił na Węgry. Następnie pozyskaniem zawodnika była zainteresowana NAC Breda. Węgier nie trafił do tego holenderskiego klubu, ale w ostatnim dniu okienka transferowego piłkarza tego pozyskała grająca w Serie B Pisa Calcio. Rajczi nie był tam jednak podstawowym zawodnikiem i latem 2008 roku opuścił klub, po czym wrócił do Újpestu.

## Występy w reprezentacji
| Lp. | Data                 | Rywal                 | Typ          | Wynik | Grał      |
| --- | -------------------- | --------------------- | ------------ | ----- | --------- |
| 1.  | 30 listopada 2004    | Słowacja (n)          | Puchar Króla | 0:1   | 1–90      |
| 2.  | 2 grudnia 2004       | Estonia (n)           | Puchar Króla | 5:0   | 1–90 25'  |
| 3.  | 2 lutego 2005        | Arabia Saudyjska (n)  | tow.         | 0:0   | 1–90      |
| 4.  | 30 marca 2005        | Bułgaria (n)          | eMŚ          | 1:1   | 1–90 90'  |
| 5.  | 30 marca 2005        | Islandia (w)          | eMŚ          | 3:2   | 1–90      |
| 6.  | 3 września 2005      | Malta (d)             | eMŚ          | 4:0   | 68–90 85' |
| 7.  | 15 grudnia 2005      | Meksyk (n)            | tow.         | 0:2   | 1–58      |
| 8.  | 18 grudnia 2005      | Antigua i Barbuda (n) | tow.         | 3:0   | 45–90     |
| 9.  | 24 maja 2006         | Nowa Zelandia (d)     | tow.         | 2:0   | 82–90     |
| 10. | 24 marca 2007        | Czarnogóra (w)        | tow.         | 1:2   | 1–53      |
| 11. | 13 października 2007 | Malta (d)             | eME          | 2:0   | 83–90     |